# Джервис, Эдвард, 2-й виконт Сент-Винсент
Эдвард Джервис Джервис, 2-й виконт Сент-Винсент (англ. Edward Jervis Jervis, 2nd Viscount St Vincent; 1 апреля 1767 — 25 сентября 1859) — английский пэр.

## Ранний период жизни
Родился 1 апреля 1767 года под именем Эдвард Джервис Рикеттс. Второй сын Уильяма Генри Рикеттса (1736—1799) и Мэри Джервис (1737—1828). Мэри Джервис была дочерью Суинфена Джервиса, ректора Мифорда, Стаффордшир, и сестрой адмирала флота Джона Джервиса, 1-го графа Сент-Винсента (1735—1823).
Он получил образование в Винчестерском колледже (Винчестер, Хэмпшир), и в Крайст-Черч Оксфордского университета. Он был практикующим адвокатом в 1797 году.
Он унаследовал 2-го виконта Сент-Винсента 13 марта 1823 года по особому остатку после смерти своего дяди и 7 мая 1823 года изменил свое имя по королевскому разрешению на Эдвард Джервис Джервис.
Эдвард Джервис проживал в семейных резиденциях Мифорд-холл и Литл-Астон-холл в графстве Стаффордшире. Он был лордом поместья Литл-Астон. Он владел рабовладельческой плантацией «Ханаан» в британской колонии Ямайка, которую он унаследовал от своего отца.

## Браки и дети
Эдвард Джервис был женат дважды. 29 января 1790 года он женился на достопочтенной Мэри Кассандре Твислтон (11 июня 1774 — июнь 1843), дочери генерал-майора Томаса Твислтона, 13-го барона Сэя и Сила. У них было двое детей до развода в 1799 году:
- Достопочтенная Мэри Джервис (27 декабря 1796 — 13 февраля 1869)
- Достопочтенный Уильям Джервис Джервис (11 октября 1794—1839), отец Карнеги Роберта Джона Джервиса, 3-го виконта Сент-Винсента (1825—1879).

14 апреля 1810 года Джервис женился на Мэри Энн Паркер (? — 3 января 1855), дочери Томаса Паркера и Мэри Хоу, от которой у него было еще двое детей:
- Достопочтенная Мэри Энн Джервис (ок. 1813 — 7 марта 1893)
- Достопочтенный Эдвард Суинфен Паркер-Джервис (3 февраля 1815 — 3 января 1896).

Старший сын 2-го виконта Уильям Джервис Джервис умер раньше него в 1839 году, после его смерти в 1859 году ему наследовал его внук Карнеги Роберт Джон Джервис, 3-й виконт Сент-Винсент.